# Lista över svenska miljardärer (2004)
Det här är en lista över svenska miljardärer, räknat i svenska kronor (SEK), för år 2004.
1. Ingvar Kamprad (400 miljarder SEK)
2. Hans Rausing (80 miljarder SEK)
3. Stefan Persson (55 miljarder SEK)
4. Kirsten Rausing (40 miljarder SEK)
5. Finn Rausing (40 miljarder SEK)
6. Jörn Rausing (40 miljarder SEK)
7. Antonia Ax:son Johnson (60 miljarder SEK)
8. Fredrik Lundberg (10 miljarder SEK)
9. Bertil Hult (10 miljarder SEK)
10. Dan Sten Olsson (9 miljarder SEK)
11. Frederik Paulsen (8 miljarder SEK)
12. Lottie Tham (7,6 miljarder SEK)
13. Jörgen Philip-Sörensen (7,5 miljarder SEK)
14. Stefan Olsson (4,8 miljarder SEK)
15. Madeleine Olsson-Eriksson (4,5 miljarder SEK)
16. Adolf H. Lundin (4,2 miljarder SEK)
17. Melker Schörling (4,2 miljarder SEK)
18. Karl-Johan Persson (4 miljarder SEK)
19. Charlotte Persson (4 miljarder SEK)
20. Tom Persson (4 miljarder SEK)
21. Margareta Wallenius-Kleberg (3,3 miljarder SEK)
22. Peter Kamprad (3 miljarder SEK)
23. Jonas Kamprad (3 miljarder SEK)
24. Mathias Kamprad (3 miljarder SEK)
25. Ulf G. Lindén (3 miljarder SEK)
26. Thomas Onstad (3 miljarder SEK)
27. Gustaf Douglas (2,9 miljarder SEK)
28. Carl Bennet (2,8 miljarder SEK)
29. Robert Weil (2,7 miljarder SEK)
30. Jonas af Jochnick (2,5 miljarder SEK)
31. Robert af Jochnick (2,5 miljarder SEK)
32. Bengt Ågerup (2,5 miljarder SEK)
33. Jan Bengtsson (2,5 miljarder SEK)
34. Stefan Bengtsson (2,5 miljarder SEK)
35. Anders Bodin (2,2 miljarder SEK)
36. Mats Arnhög (2,1 miljarder SEK)
37. Christina Hamrin (2 miljarder SEK)
38. Peder Wallenberg (2 miljarder SEK)
39. Jonas Kleberg (1,9 miljarder SEK)
40. Annika Bootsman Kleberg (1,9 miljarder SEK)
41. Carl Douglas (1,9 miljarder SEK)
42. Eric Douglas (1,9 miljarder SEK)
43. Anders Hedlund (1,8 miljarder SEK)
44. Mary Haid (1,8 miljarder SEK)
45. Sten Mörtstedt (1,7 miljarder SEK)
46. Eva Hamrén-Larsson (1,7 miljarder SEK)
47. Louise Lundberg (1,7 miljarder SEK)
48. Katarina Lundberg (1,7 miljarder SEK)
49. Salvatore Grimaldi (1,6 miljarder SEK)
50. Gerard De Geer (1,5 miljarder SEK)
51. Cristina Stenbeck (1,5 miljarder SEK)
52. Hugo Stenbeck (1,5 miljarder SEK)
53. Sophie Stenbeck (1,5 miljarder SEK)
54. Max Stenbeck (1,5 miljarder SEK)
55. Dag Landvik (1,5 miljarder SEK)
56. Ane Uggla (1,5 miljarder SEK)
57. Christer Ericsson (1,5 miljarder SEK)
58. Lisbet Rausing (1,5 miljarder SEK)
59. Sigrid Rausing (1,5 miljarder SEK)
60. Hans-Kristian Rausing (1,5 miljarder SEK)
61. Alf Tönnesson (1,5 miljarder SEK)
62. Patrik Brummer (1,4 miljarder SEK)
63. Bo Göransson (1,3 miljarder SEK)
64. Elisabeth Douglas (1,2 miljarder SEK)
65. Rune Andersson (1,2 miljarder SEK)
66. Bo Larsson (1,2 miljarder SEK)
67. Jeanette Bonnier (1,2 miljarder SEK)
68. Karin Mattson Nordin (1,1 miljarder SEK)
69. Kerstin Skarne (1,1 miljarder SEK)
70. Ann-Sofie Mattson (1,1 miljarder SEK)
71. Åke Bonnier d.y. (1,1 miljarder SEK)
72. Magnus Claesson (1 miljard SEK)
73. Johan Claesson (1 miljard SEK)
74. Björn Saven (1 miljard SEK)
75. Johan Tidstrand (1 miljard SEK)
76. Helena Tidstrand (1 miljard SEK)
77. Nils-Olov Jönsson (1 miljard SEK)
78. Pontus Bonnier (1 miljard SEK)
79. Sven Philip-Sörensen (1 miljard SEK)
80. Bengt Lundström (1 miljard SEK)